# 타로 산장 살인사건
타로 산장 살인사건(일본어: タロット山荘殺人事件 다롯토산소사쓰진지켄[*])은 김전일 만화책으로는 11번째 스토리이며, 애니메이션 상으로는 14번째 스토리이다. 드라마인 도모토 츠요시의 김전일 소년사건부에서는 11번째 스토리이며, 마츠모토 준의 김전일 소년사건부에는 이 사건을 다루고 있지 않는다.

## 수록
읽기 전에 본 기준은 한국에서의 출판 기준임을 알려드립니다.
- 소년탐정 김전일: 14권 ~ 15권
- 소년탐정 김전일 애장판: 11권
  - 애장판의 마크[2]: 은자

## 구성

### 분량
- File 개수: 14개

### 특징
1. 최초로 진범이 따로 있는 에피소드이다.
2. 소년탐정 김전일 사상 최초로 언론에 전혀 알려지지 않은 사건이다.

## 등장인물 소개

### 처음부터 살아있는 인물
- 김전일 (金田一一, 킨다이치 하지메)
  - 레이카의 초대를 받고 타로 산장에 간다. 하지만 거기서 일어나는 사건을 목격하고서는 범인을 찾던 도중에 범인을 하야미 유이치로라고 단정하지만 레이카가 슬퍼할 것을 우려해 자수를 권한다. 하지만, 후에 유이치로도 살해당하자 진범을 찾는다.
- 나나세 미유키 (七瀬美雪)
  - 김전일이 레이카에게 초대 받은 것을 알고 자비로 스키 여행에 따라간다. 레이카와 김전일의 사이를 상당히 질투한다.
- 하야미 유이치로 (速水雄一郎)
  - 50살, 이번에 사건이 일어나는 타로 산장의 주인이면서 레이카의 아버지. 하지만, 친아버지가 아니다. 레이카와 코죠의 친아버지를 죽인 장본인. 그때 타쿠야는 탈출하지만 레이카는 유이치로에게 잡혀간다. 레이카의 천진난만함 때문에 레이카를 죽이지 못하고 그대로 키워서 결국 스타로서의 삶을 살아가게 만든다. 이타미가 자신의 과거를 알고 있는 것을 알게 되고 레이카를 우려해 살인을 저지르지만 자신의 범행을 목격한 사람이 있다는 것을 알게 되고 진범에게 이용당하다가 살해당한다. 타로에는 별 관심이 없다. 그 덕에 매달린 남자라는 타로 카드의 위치를 잘못 배열해서 전시해 놓는다.
- 하야미 레이카 (速水玲香)[3]
  - 잘나가는 인기 아이돌 스타. 김전일을 산장에 초대하고 김전일이 올때까지 기다린다. 하지만 초대장이 늦게 가는 바람에 "하야미 레이카 실종"이라는 문구가 TV에 자주 노출되며 기자들의 관심을 끌어모은다. 목에 무언가를 매는 것에 대한 공포증이 있다.[4]
- 호죠 안느 (北条アンヌ)
  - TV 언론인. 타로 카드에 대해서 지식이 매우 박식하다. 에피소드 내에서 코죠에게 호감을 품고 있는듯해 보였지만 정작 로맨스는 일어나지 않는다. 후에 사건이 끝나고 이 사건을 퍼트려 레이카를 파멸시켜 돈을 버는 것보다 현재 상태로 레이카를 놔둠으로써 더더욱 짭잘한 돈벌이를 하려고 생각을 한다.
- 아카마 미츠히코 (赤間光彦)
  - 52살, 레이카가 속해있는 아카마 프로덕션의 사장. 레이카에게 돈을 빌려줬으나 레이카가 갚지 못한 것[5]을 이용해서 레이카의 몸을 탐한다.
- 코죠 타쿠야 (小城卓也)
  - 23살, 레이카의 매니저. 하지만, 실제로는 레이카의 친오빠이다. 레이카에게 나쁜 영향이 갈지 모르는 아카마와 자신의 친아버지를 자신의 눈 앞에서 교살시켜버린 유이치로를 살해할 목적으로 타로 산장에 왔다. 목에 무언가를 매는 것에 대한 공포증이 있다.[4]
- 타키시타 마타로 (滝下間太郎)
  - 19살, 레이카의 열성 팬. 하지만, 레이카의 노래보다는 외모를 더 좋아한다. 타로 카드 점에 따르면 운수는 좋은 편. 타로 산장에서 유우키가 쳐주는 점으로 인해 타로 카드에 관심을 갖게 된다.
- 유우키 에이사쿠 (結城英作)[6]
  - 오페라 극장 살인사건 이후에 또다시 등장하는 의사. 상당히 엽기적인 면이 많으며 시체같은 것에 매우 익숙하다. 이 에피소드에서는 하야미 유이치로 살인 당시 모든 사람들의 알리바이를 입증하게 만드는 담당을 맡았다.[7] 또한, 이타미 이타미의 시신을 해부해 위 내용물을 통한 사망 추정시각을 밝혀내는 역할을 맡는다. 타로 카드에 대해서 지식이 매우 박식하다.
- 스와 마사코 (諏訪正子)[8]
  - 43살, 남자와 흡사한 외모를 가진 타로 산장 종업원 아주머니. 같은 여자로서 레이카에 대해서 상당히 잘 이해해준다. 힘이 매우 대단해서 많은 양의 짐을 쉽게 옮긴다.
- 이타미 고로 (伊丹五郎)
  - 예전에 2명의 유아 납치사건에서 코죠와 레이카를 납치한 사람의 정체를 아는 두 사람중의 한명. 유이치로를 자극하면서 돋을 뜯어내려다가 살해당한다.
- 츠지 켄지(辻健二)
  - 26살, 스키 손님. 풍차산에 가려고 리프트를 몰래 작동 시킨 것으로 보아 준법성은 떨어짐. 돌아가려고 리프트를 작동시키려 했으나 리프트 작동 가능 시간이 넘어서 산등성이를 따라 4시간이나 내려와 타로 산장을 발견하고 들어온다. 동사할 뻔했으나 운 좋게 산장에 왔음에도 불구하고 타로 카드 점에 따르면 운수는 매우 최악. 직장을 바꿔야 한다는 결과가 나온다. 또한 자신의 존립 가능성에도 매달린 남자가 역위치로 나온다. 이타미가 유이치로를 자극할 때 유일하게 이타미의 말을 저지한 사람. 이타미의 시체가 발견되었을 때 눈발에 대해서 아는 것으로 보아 스키랑 관련있는 것들에 대한 지식은 상당하다. 타로 산장에서 유우키가 쳐주는 점으로 인해 타로 카드에 관심을 갖게 된다. 이 에피소드에서는 김전일이나 다른 사람의 추리에 맞장구 쳐주는 추임새 역할을 한다.

### 시작 전부터 이미 사망한 인물
- 하야미 레이카와 코죠 타쿠야의 친아버지
  - 그 당시의 하야미 레이카와 코죠 타쿠야를 납치해서 몸값을 요구한 하야미 유이치로가 경찰이 잠복한다는 것을 알고 약속을 어긴 죄로 교살시킨다.

### 과거 사건 관련 인물
- 어느 남학생
  - 20년 전에 같은 부서의 대학생들 10명이 함께 잔세츠 산에서 조난당한다. 그 후 서로 식량을 가지고 쟁탈전을 벌이다가 남학생 1명이 9명을 다 죽이고 식량을 독차지해서 살아남는다. 그 아이는 구조된 뒤에 재판에서 긴급피난을 인정받아 벌은 받지 않았으나 언론에서 살인자 취급을 받고 종적을 감추었다.
- 어느 여중생
  - 과거에 어느 경찰이 도주하는 은행강도를 쏘려다가 여중생을 쏘는 바람에 여중생은 즉사했다.

## 피해자의 상황

### 미리 살해당한 사람
이 사건에서는 범인이 미리 죽인 인물은 따로 없다.

### 그 후의 살해당한 사람
- 이타미 고로
  - 유이치로에게 과거 사실을 폭로하겠다는 협박을 하던 도중 레이카랑의이 하룻밤이면 모든걸 감춰주겠다는 말에 분노한 유이치로에게 재떨이로 머리를 맞고 사망한다.
  - 사인 요약: 재떨이에 머리를 맞고 사망
- 아카마 미츠히코
  - 범인의 지령을 받은 하야미 유이치로가 아카마가 목욕하던 도중에 몰래 전선이 연결된 전기 면도기를 아카마가 목욕하던 물 안에 집어넣음으로써 감전시킨다. 하지만 그 덕분에 정전이 일어난다.
  - 사인 요약: 감전사
- 하야미 유이치로
  - 코죠는 츠지와 김전일을 약으로 잠재워 미유키랑 둘이 같이 있게 된다. 그리고 시간차 트릭으로 하야미 유이치로의 방과 방 사이에 난 문을 통해 들어가 자살처럼 위장한 살인을 하고 타로 카드를 모두 유이치로의 방에 남긴다. 그리고 미유키를 또 사용해 시간을 벌어 몰래 방으로 돌아간다.
  - 사인 요약: 교살
- 코죠 타쿠야
  - 레이카가 사건의 진상을 알고 그동안 자신이 믿어왔던 사람들의 갑작스런 변화를 보고 아무도 믿을 수 없다는 슬픔에 타로 산장에서 도망간다. 사람들이 레이카를 찾던 도중에 눈사태가 일어나고, 코죠를 제외한 사람들은 돌아간다. 레이카는 눈사태가 일어난 것을 알아채고 과거에 납치사건때 그랬듯이 "살려줘 오빠!"라고 한다. 그 순간 코죠가 레이카를 밀어내고 자신이 눈사태에 휩쓸린다.
  - 사인 요약: 레이카를 구하다가 눈사태에 휘말려서 사망

### 살해당하지 않은 사람
- 김전일
  - 범인에게 머리를 맞고 기절한 사이 풍차산으로 옮겨진다. 그가 깨어난 뒤에 리프트를 작동시키려 했으나 발전소에서 전기가 들어오지 않는 시간대라서 리프트를 작동할 수가 없었다. 그래서 미유키가 준 스웨터를 태워서 풍차를 돌림으로써 전력을 얻어 리프트를 타고 돌아온다.

## 용의자의 살인 동기
- 범인: 하야미 유이치로
  - 이타미의 경우는 이타미가 레이카랑 하룻밤을 지내야겠다는 말에 분노하여 충동적으로 죽였다. 하지만, 이타미의 시체를 처리하던 도중 코죠가 그 광경을 보고 유이치로를 협박한다. 결국 2차 살인을 하면 눈감아 주겠다고 한다. 그래서 아카마가 목욕하던 도중에 전선이 연결된 전기 면도기를 욕탕에 집어넣어 감전사 시킨다.
- 진범: 코죠 타쿠야
  - 원래부터 죽일 목적인 사람은 아카마와 유이치로였다. 아카마의 경우는 레이카를 상습적으로 귀찮게 굴은 데다가 레이카가 그에게 빚이 있다는 것을 알았기 때문이다. 그리고 유이치로의 경우는 자신의 친아버지를 죽인 사람이기 때문이다. 그는 어릴 적에 그 당시 아즈사라고 불리던 레이카와 남매였었다. 그런데 어느날 레이카와 납치를 당해 아버지가 경찰을 부르고 나서 몸값 교환을 한다. 하지만 현금 인도를 할 때 경찰의 실수로 경찰이 있다는 것을 유이치로가 눈치채고 도망친 다음 약속을 어긴 타쿠야와 레이카의 아버지는 그 둘이 보는 앞에서 교살시킨다. 그래서 레이카와 타쿠야는 목에 무언가를 매는 것에 대한 공포증이 생겼다. 그리고 그 두사람은 옛기억을 잃었다. 타쿠야는 친척집에 맡겨져서 길러졌지만 그들에게 있어서 타쿠야는 단지 시험 성적표일 뿐이었다. 타쿠야는 시험을 잘 보는 것이 그들에게 있어서 유일한 반항이라 생각하고 계속 공부해왔다. 그러던 어느날, 그가 취직을 하고 면접을 모러 갈 때 넥타이를 매려고 했지만 공포증으로 인해 매지 못하는 바람에 그가 지원한 모든 회사에서 떨어진다. 그는 넥타이같은 것과는 상관없이 복장이 자유로운 연예계로 향한다. 그러던 도중에 유이치로를 보고 그에 대한 어릴 적 증오가 다시 일어난다. 그리고 레이카를 보고는 자신의 여동생임을 금방 알아챈다.

## 트릭
이번 사건의 메인 트릭은 타로 산장 내의 특이한 구조를 사용했기 때문에 글로는 이해가 되지 않을 가능성이 높습니다.
- 이타미 고로
  - 이타미의 경우는 유이치로의 충동적 행동으로 사망한다. 재떨이로 머리를 맞아 사망한 그의 시체는 유이치로에게 암매장 되지만 코죠에 의해 풍차산에 매달리게 된다.
- 아카마 미츠히코
  - 코죠는 이타미 살인을 빌미로 유이치로에게 아카마를 죽일 것을 지시한다. 코죠의 지시대로 유이치로는 아카마가 목욕하는 욕조에 코드가 연결된 전기면도기를 집어 넣음으로써 감전시킨다.
- 하야미 유이치로
  - 일단 자신의 알리바이를 입증해줄 사람으로 유우키를[9] 선정하여 감시꾼 역할을 맡긴다. 그리고 알리바이 입증에 있어서 방해가 되거나 불필요한 사람인 츠지와 김전일을 커피에 탄 수면제로 잠재운다. 그리고 미유키에게 컵을 치우는 일을 맡긴 뒤 자신의 방으로 들어가 옆으로 나 있는 문으로 들어가서 미유키의 방과 빈방을 통과한다.[10] 그리고 수면제로 인해 잠을 자고 있던 김전일의 방도 지나간 뒤 유이치로를 교살한다. 죽인 뒤에 유이치로의 방에 나머지 타롯 카드를 남긴 뒤, 김전일의 방에 가서 방문의 열쇠를 김전일의 침대 밑에 놔두고 김전일의 방과 미유키 방 사이의 빈방에서 미유키에게 할 이야기가 있다며 전화를 건다. 미유키는 코죠의 방문 앞으로 가는 사이에 시간을 번 코죠는 미유키의 방을 지나가 자신의 방으로 빨리 간다. 미유키의 방은 코죠의 옆방이었지만 계단을 끼고 있었기 때문에 실제로는 가는 데 시간이 매우 오래 걸린다.
- 심리적 트릭
  - 살인을 할 때마다 타롯 카드를 남겨서 한 사람의 범행인 것처럼 꾸민다. 그렇기 때문에 아카마와 이타미 살인 용의자중 범인에 가장 근접해 있던 유이치로의 방에 타롯 카드가 발견됨으로써 자살처럼 보이게 할 수가 있다.

## 단서
- 범인은 살인현장에 타로 카드를 남겼다.
- 유이치로 살인 당시에는 범행 현장에 남겨진 타로 카드의 위치가 이상했다.
- 유이치로 살인 당시에는 유이치로의 방으로 직접 간 사람은 없었고, 2층에서도 내려온 사람은 없다.
- 레이카에게는 3살보다 이전 사진이 없다.
- 레이카는 목에 무언가를 매는 것에 대한 공포증이 있다.[11]
- 코죠는 사진에서도 넥타이를 한 적이 없다.
- 범인이 굳이 풍차산까지 시체를 옮긴 이유
- 츠지와 김전일은 커피를 마시고 잠들었다.
- 아카마와 이타미는 유이치로가 죽인 것이 확실하다.
- 유이치로가 살해당한 방은 김전일, 미유키, 코죠가 쓰는 서로 옆으로 연결되어있는 단체손님 용의 방이다.

## 추리 루트

### 김전일
1. 풍차산에서 고로의 시체 발견
2. 범인이 타로 산장에 있던 사람이라는 것을 알게 됨
3. 범인 추궁: 알리바이가 없는 사람은?
4. 범인의 목적 추궁: 범인이 풍차산으로 시체를 옮긴 목적은?
5. 탈출 불가능 상황 파악: 전화가 불통이다!?
6. 탈출 불가능 상황 파악: 리프트가 고장났다!?
7. 자신을 제외한 전원의 알리바이 성립을 알게 됨
8. 유이치로에게 부탁해 이타미의 방 조사
9. 흉기가 재떨이임을 눈치채고, 대략적인 범인을 알게 됨
10. 범인의 목적 추궁: 범인은 왜 타로 카드를 범행현장에 남기고 이타미를 풍차산에 매달았으며, 우연히 산장에 온 이타미씨를 해쳤을까?
11. 범인 추궁: 여기 있는 사람들은 츠지를 제외하고는 모두 레이카와 관련이 있다
12. 카세트로 범인을 잡기 위한 함정을 파 놓음
13. 유이치로를 범인으로 확신
14. 유이치로에게 살해당할 뻔함[12] / 레이카가 목에 무언가를 두르는 것에 대해 공포증을 가진 것을 알게 됨
15. 정전이 일어남
16. 아카마의 시체 발견
17. 범인 추궁: 유이치로가 슬리퍼를 짝짝이로 신을 것을 보고 범인으로 단정[13]
18. 유우키가 마타로, 츠지에게 쳐주는 점에 대해서 들음
19. 아카마가 살해된 원인에 대해 대략적으로 알게 됨
20. 범인의 목적 추궁: 유이치로에게는 아카마를 죽일 동기가 없다?[14]
21. 수면제를 먹고 츠지와 잠들음
22. 유이치로의 시체를 본 미유키로 인해 잠에서 깨어남
23. 카드의 잘못된 위치 파악
24. 유이치로의 사망은 자살이 아니라고 확신
25. 범인의 목적 추궁: 과거의 사건과 유이치로는 관련이 있을 것이다
26. 이번에도 모든 사람의 알리바이 확인
27. 범인의 목적 추궁: 범인이 유이치로를 해친 목적은?
28. 레이카에게 가서 유이치로의 과거에 대해 알아보려고 함
29. 레이카의 3살 이전 사진이 없다는 것을 알게 됨 / 레이카 뿐만 아니라 코죠 또한 넥타이를 한번도 맨 적이 없다는 것을 알게 됨
30. 미유키에게 자신이 잠들고 난 뒤의 이야기를 들음[15]
31. 창을 통해 사장방을 조사하러 감
32. 범인에게 맞고 기절
33. 풍차산에서 깨어나고 리프트를 가동할 수 없다는 것을 알게 됨[16]
34. 미유키에게 선물로 받은 스웨터를 태우는 것을 동력으로 리프트를 움직여 돌아옴
35. 범인을 밝혀냄

## 원작과의 차이

### 애니메이션
유우키 에이사쿠가 아예 출연하지 않는다. 그래서 유우키가 맡는 역은 모두 다른 사람들이 맡게 된다. 만화 도중에 유우키가 맡는 난로 담당은 츠지가 하게 된다. 그리고 타로 카드에 관한 설명은 모두 호죠가 맡게 된다. 그리고 스와 마사코의 성이 이노우에로 바뀐다.

### 드라마 (도모토 츠요시의 김전일 소년사건부)
원작의 배경은 겨울이지만, 드라마에서의 배경은 여름이다.
따라서 원작에서 스키를 타다 조난당한 츠지의 등장씬이 바뀌었다.
또한 일부 장면들의 내용이 생략되었다.

### 드라마 (마츠모토 준의 김전일 소년사건부)
마츠모토 준의 김전일 소년사건부에는 이 사건을 다루고 있지 않는다.

## 에피소드 내 용어
- 타로 산장
  - 이 산장에는 타로 카드에 매우 관심이 있었던 전 주인이 500년도 더 된 타로 카드를 전시해 놓았다. 전 주인이 이 산장을 팔면서 카드를 계속 이 장소에 놓아둠에 따라 이름이 타로 산장이 되었다.
- 후우샤산 (風車山)[17]
  - 타로 산장 뒤에 있는 매우 큰 풍차가 있는 산. 봄 여름에 스키 연습장으로 사용된다. 하지만 매우 추운 장소이기 때문에 겨울에는 그 지방에 사는 사람들도 출입을 꺼린다. 그 산에서 매우 많은 스키 손님들이 겨울철에 동사했다. 풍차산으로 가는 리프트는 오전 8시부터 오후 5시까지만 작동된다.
- 잔세츠산 조난 사건
  - 20년 전에 잔세츠 산에서 조난당한 10명의 남녀가 식량을 둘러싸고 서로를 죽인다. 살아남은 남학생 한명은 구조된 직후 재판을 받으나 긴급피난이라는 명목으로 무죄처리된다. 하지만, 살아남은 남학생은 언론에게 살인자 취급을 받고 모습을 감춰버렸다.
- 2명의 유아 유괴 사건
  - 15년 전에 경찰의 실수로 유괴당한 아이중 한명은 구출되나 1명은 유괴범한테 끌려가고 그 두 아이의 아버지는 아이들이 보는 앞에서 교살당한다. 그리고 그 유괴범은 레이카의 양아버지인 하야미 유이치로였다. 레이카는 유이치로에게 납치된 이후로는 과거 기억을 잃은 채 유이치로가 친아버지인 것으로 믿고 지냈다.
- 여중생 총살 사건
  - 6년 전에 경찰이 도주하는 은행강도를 총으로 쏴서 잡으려다가 여중생을 관통시킨다. 하지만 그 경찰관은 임무 수행중의 사고로 무죄방면되었다.